# Stiftung Wissenschaft und Politik

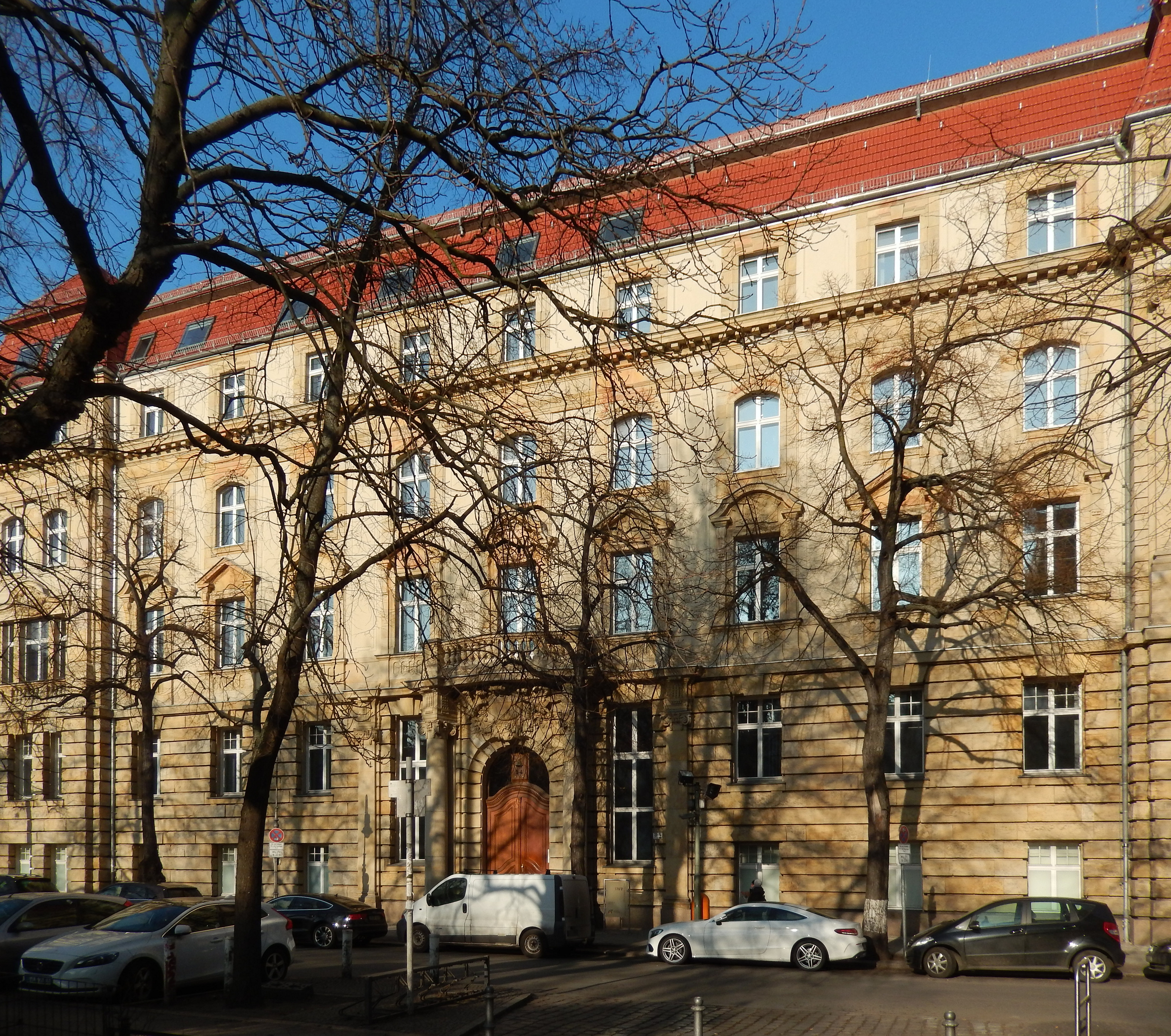
Sitz der Stiftung Wissenschaft und Politik in Berlin

Die Stiftung Wissenschaft und Politik (SWP) in Berlin ist eine Stiftung des bürgerlichen Rechts und Trägerin des Thinktanks Deutsches Institut für Internationale Politik und Sicherheit (englisch German Institute for International and Security Affairs), das den Deutschen Bundestag, die Bundesregierung sowie politische Entscheidungsträger in für Deutschland wichtigen internationalen Organisationen, vor allem in EU, NATO und den Vereinten Nationen in Fragen der Außen- und Sicherheitspolitik bzw. internationalen Politik berät. Das Institut gehört zu den einflussreichsten deutschen Forschungseinrichtungen für außen- und sicherheitspolitische Fragen.

## Geschichte, Organisation und Aufgaben

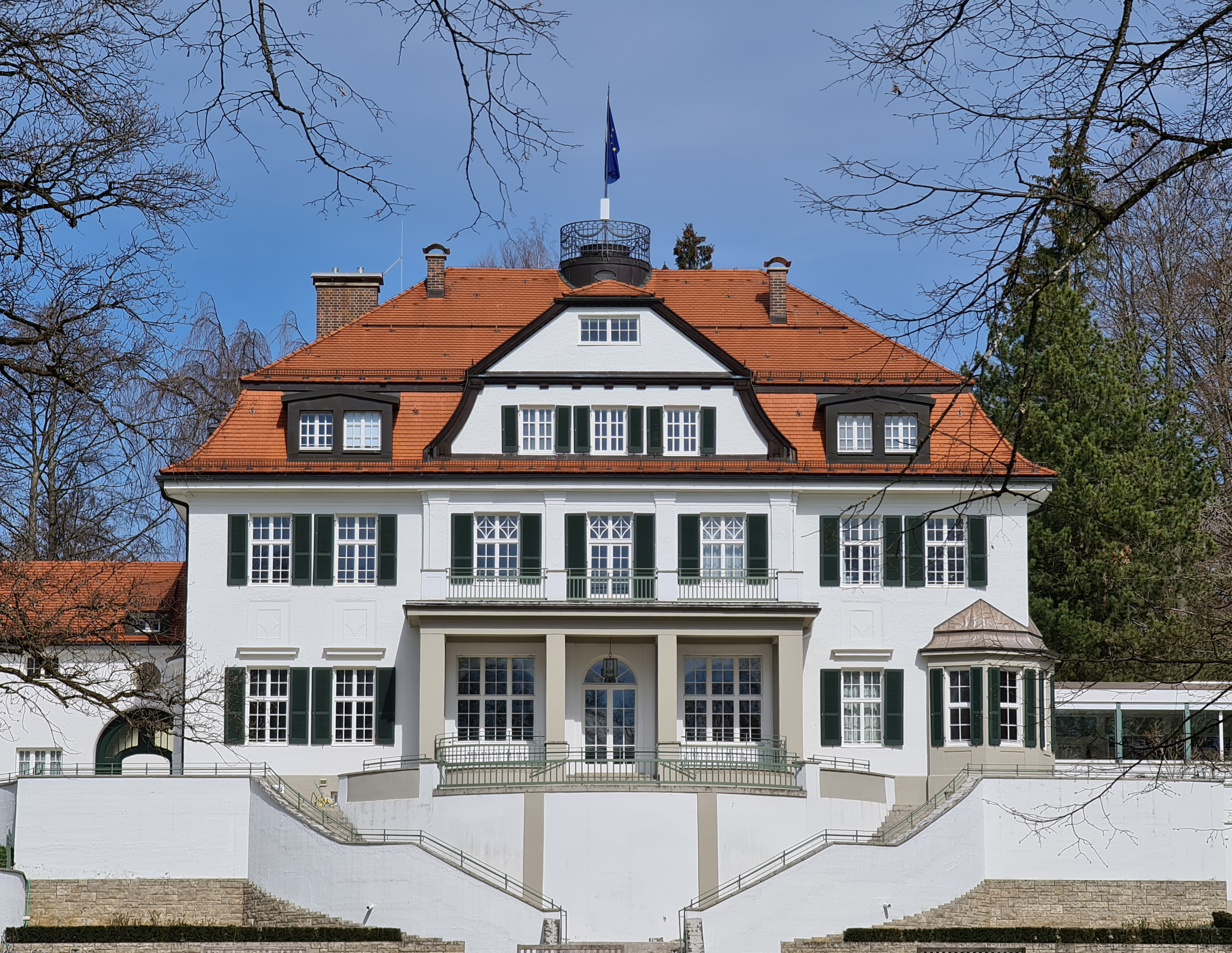
Villa Eggenberg, Sitz der Stiftung bis 2001

Die Gründung der SWP geht auf eine Initiative des Bundesnachrichtendienstes (BND) zurück. Klaus Ritter war während der NS-Diktatur Mitglied des militärischen Nachrichtendienstes Fremde Heere Ost und nach dem Krieg Gründungsmitglied der Organisation Gehlen, aus der der BND hervorging. Ritter war 1959 zu einer Studienreise durch die USA abgestellt und lernte dort die Arbeit von Think Tanks kennen. Außerdem wurde er von US-Außenpolitikern wie Henry Kissinger darauf angesprochen, dass es in Deutschland keine inoffiziellen Stellen gäbe, bei denen man „Gesprächspartner im voroffiziellen Raum [finden könne] – also in jenem Vorfeld offizieller Politik, in dem internationale politische Probleme nicht nur frei erörtert, sondern oft im Austausch von Positionen und Sichtweisen vorformuliert, mit Begriffen belegt und so auch in ihrem Kerngehalt abgegrenzt werden“. Ritter glaubte, dass eine solche Einrichtung nur außerhalb der ministerialen Hierarchie funktionieren könne, so dass er in enger Abstimmung mit dem Bundesnachrichtendienst die „Arbeitsgemeinschaft Wissenschaft und Politik“ (AWP) ins Leben rief, in der er Vertreter von Wirtschaft und Wissenschaft zusammen brachte.
Mit 50.000 Mark Startkapital aus Industriespenden gründete sich 1962 die SWP in Ebenhausen, südlich von München, einem Nachbarort von Pullach im Isartal, wo der Bundesnachrichtendienst bis 2019 seinen Sitz hatte. Anfangs, von November 1961 bis Ende 1963, wurden die laufenden Kosten der SWP aus dem Haushalt des BND bezahlt. Am 21. Januar 1965 beschloss der Deutsche Bundestag die Gründung als Stiftung bürgerlichen Rechts mit einem eigenen Haushaltsposten im Bundeskanzleramt und mit Klaus Ritter als Direktor. Er schied dafür beim BND aus. Ritter leitete die Stiftung bis 1988. 2001 wurde der Sitz der Stiftung nach Berlin verlegt. Er befindet sich in einem denkmalgeschützten Bau am Ludwigkirchplatz. Zusammen mit dem Umzug wurden das Kölner „Bundesinstitut für ostwissenschaftliche und internationale Studien“ (BIOST) sowie die gegenwartsbezogene Abteilung des Münchner „Südost-Instituts“ (SOI) in die SWP integriert.
Für die Erfüllung ihres Stiftungszwecks erhält die SWP als Stiftung bürgerlichen Rechts eine institutionelle Zuwendung, die durch den Deutschen Bundestag beschlossen und aus dem Haushalt des Bundeskanzleramts gezahlt wird. Die Zuwendung wird gewährt auf der Grundlage eines jährlich von der SWP zu erstellenden Wirtschaftsplanes. Die institutionelle Zuwendung deckt zu 100 % die Kosten der Kerntätigkeit der SWP. Daneben kann sie auch durch Dritte geförderte Sonderforschungsvorhaben umsetzen. Im Haushaltsjahr 2020 betrug die institutionelle Zuwendung an die SWP insgesamt 15,9 Millionen Euro. Davon waren 73 % Personalkosten und 8,7 % Mietkosten. Zusätzlich erhielt sie 3,16 Millionen Euro Drittmittel, von denen mit 58 % der überwiegende Teil ebenfalls von der Bundesebene kam.
Der Stiftungsrat ist oberstes Entscheidungsgremium und Aufsichtsorgan der Stiftung. Er setzt sich aus drei „Bänken“ zusammen:
1. „Die Bundestagsbank“: Ein Vertreter für jede im Bundestag vertretene Fraktion.
2. „Die Regierungsbank“: Mindestens sieben Vertreter der Bundesregierung auf Vorschlag des Chefs des Bundeskanzleramtes.
3. „Die private Bank“: Mindestens sieben Persönlichkeiten aus Wissenschaft, Wirtschaft und öffentlichem Leben.

Hinzu kommen der Präsident sowie zwei stellvertretende Präsidenten. Während der Präsident und ein stellvertretender Präsident ebenfalls Persönlichkeiten aus Wissenschaft, Wirtschaft und öffentlichem Leben sein müssen, ist die andere Stellvertretung dem Chef des Bundeskanzleramtes vorbehalten.
Der Orientierungsrahmen wird vom Forschungsbereich und von der Institutsleitung der SWP alle zwei Jahre neu ausgearbeitet, dem Stiftungsrat zur Bestätigung vorgelegt und zur Abstimmung gestellt. Insgesamt ist der Orientierungsrahmen auf allgemein gehaltene Punkte im Zweijahreszeitraum ausgerichtet und nimmt dabei besonders auf die gegenwärtig und absehbar vorherrschende Lage der internationalen Politik Bezug. Er benennt besondere thematische Herausforderungen und Themenlinien. Im Orientierungsrahmen für die Forschung 2017/2018 beispielsweise wurden u. a. die Schwerpunkte auf die Nachhaltigkeitsziele der Vereinten Nationen (SDGs), Flucht und Migration, die Auflösung regionaler Ordnungen im Nahen Osten oder das internationale Krisenmanagement gelegt.
Innerhalb des vorgegebenen Orientierungsrahmens kann die SWP frei und ohne Einschränkung Projekte und Forschungsvorhaben tätigen und selbst strukturieren. Dadurch wird gewährleistet, dass sich die SWP sowohl mit sehr langfristigen Thematiken als auch mit aktuell eintretenden Ereignissen der internationalen Politik ungehindert beschäftigen kann. Analysen und Texte zur Krise um die Ukraine oder zum Nuklearabkommen mit dem Iran dienen hierfür ebenso als Beispiel wie die Projekte zu Fluchtbewegungen und Entwicklungszusammenarbeit oder Israel in einem konfliktreichen regionalen Umfeld: Innere Entwicklungen, Sicherheitspolitik und Außenbeziehungen.

## Leitung

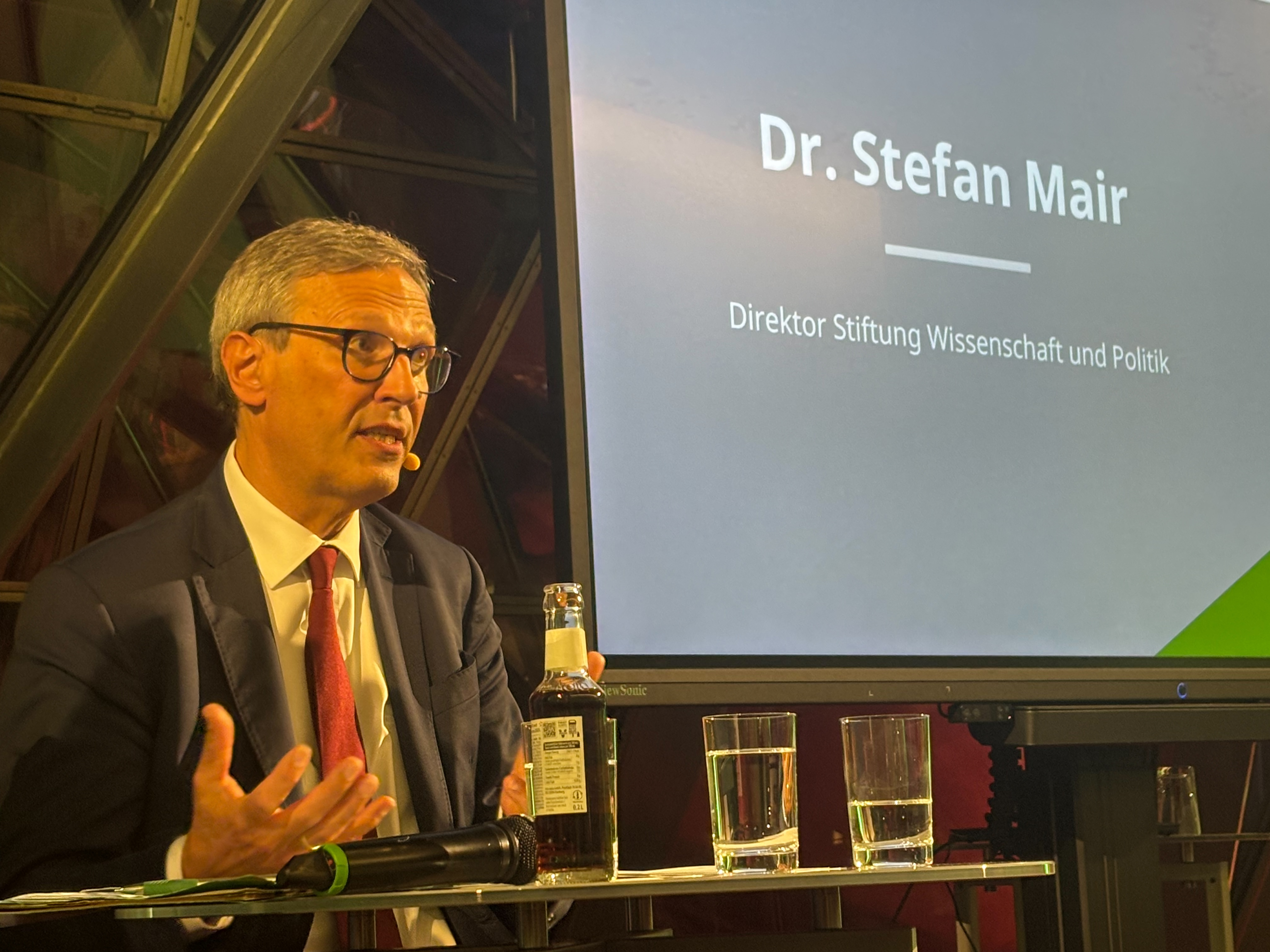
Stefan Mair bei einem Vortrag im März 2025

Die bisherigen Direktoren des Forschungsinstituts für Internationale Politik und Sicherheit waren:
- 1965–1988: Klaus Ritter
- 1988–1998: Michael Stürmer
- 1998–2005: Christoph Bertram
- 2005–2020: Volker Perthes
- seit 1. Oktober 2020: Stefan Mair

Erster Leiter der SWP nach ihrer Verlegung nach Berlin im Jahr 1998 war der Politologe Christoph Bertram, der die Integration der Mitarbeiter und der Aufgabengebiete von drei Instituten zu bewältigen hatte. Ab 2005 leitete der Nahost-Experte Volker Perthes das Institut, der mit neuen Methoden die SWP zu einer der führenden Denkfabriken der westlichen Hemisphäre machte. Zum 1. Oktober 2020 löste ihn Stefan Mair ab, bis dahin Mitglied der Hauptgeschäftsführung des Bundesverbands der Deutschen Industrie (BDI) und Non-Resident-Fellow.
Präsident des Stiftungsrats ist Nikolaus von Bomhard, bis 2017 Vorsitzender des Vorstands der Münchener Rückversicherung, seine Stellvertreter sind Angelika Niebler (Mitglied des Europäischen Parlaments) und der Chef des Bundeskanzleramts Wolfgang Schmidt. Vorsitzender des Forschungsbeirats ist Christopher Daase, Universität Frankfurt am Main.
Uwe Nerlich war von 1965 bis 1995, also 30 Jahre lang, Wissenschaftler der SWP, davon viele Jahre lang ihr Forschungsdirektor. 

### Stiftungsratspräsidenten
Die Präsidenten des Stiftungsrates der SWP waren bzw. sind: 
1. 1964 bis 1978: General a. D. Hans Speidel
2. 1979 bis September 2000: Hans Lutz Merkle, Vorsitzender der Geschäftsführung der Robert Bosch GmbH
3. 2000 bis 2007: Ulrich Hartmann, Aufsichtsratsvorsitzender der E.ON AG
4. Dezember 2007 bis Mitte 2017: Hans-Peter Keitel, Vizepräsident des BDI und Mitglied des Aufsichtsrats der Hochtief AG
5. Juni 2017 bis heute: Nikolaus von Bomhard, Vorsitzender des Aufsichtsrats der Münchener Rückversicherungs-AG

## Tätigkeiten und Projekte

### Forschungsgruppen und -schwerpunkte
Im Forschungsbereich der SWP gibt es sieben Forschungsgruppen und das Centrum für angewandte Türkeistudien (CATS):
- Afrika und Mittlerer Osten, Azadeh Zamirirad
- Amerika, Laura von Daniels
- Asien, Felix Heiduk
- EU/Europa, Nicolai von Ondarza
- Globale Fragen, Daniel Voelsen
- Osteuropa und Eurasien, Margarete Klein
- Sicherheitspolitik, Pia Fuhrhop
- Türkei/CATS (Centrum für angewandte Türkeistudien), Hürcan Aslı Aksoy

Insgesamt beschäftigt die SWP über 140 Mitarbeiter, wobei rund 60 Wissenschaftler in den Forschungsgruppen in Brüssel und Berlin arbeiten, zuzüglich Gastwissenschaftler und Stipendiaten. Im Januar 2001 wurden Mitarbeiter des aufgelösten Kölner Bundesinstituts für ostwissenschaftliche und internationale Studien (BIOst) und der gegenwartsbezogenen Abteilung des Münchener Südost-Instituts (SOI) von der SWP übernommen.
Alle Mitarbeiter einer Forschungsgruppe können eine akademische Ausbildung vorweisen, die sich generell an der jeweiligen Thematik der Forschungsgruppe orientiert. So gibt es neben Politikwissenschaftlern auch Juristen, Physiker, Naturwissenschaftler, Ökonomen und Sozialwissenschaftler mit verschiedenen akademischen Graden bei der SWP. Außerdem gibt es noch drei Stabsoffiziere der Bundeswehr (ein Heeres-, ein Luftwaffen- und ein Marineuniformträger), die als Gastwissenschaftler tätig sind und die zivilen Wissenschaftlichen Mitarbeiter der SWP mit militärischer Expertise unterstützen.
Die vorgelegten Analysen und Berichte der SWP werden alle veröffentlicht.

### Informationsinfrastruktur
Etwa 30 Mitarbeiter gehören zum Bereich Informationsinfrastruktur der SWP, in dem Informationsdienstleistungen sowohl für die Wissenschaftler in der SWP als auch für den Deutschen Bundestag und die Bundesministerien erbracht werden. Die SWP ist zudem federführendes Mitglied im „Fachinformationsverbund Internationale Beziehungen und Länderkunde“ (FIV-IBLK). Dieser Fachinformationsverbund (FIV) betreibt eine der weltweit größten sozialwissenschaftlichen Literaturdatenbasen („World Affairs Online“). Über verschiedene Portale, Kataloge und Indizes wird dieses Angebot der (Fach-)Öffentlichkeit zur Verfügung gestellt und mit dem Fachportal IREON auch ein eigenes Fachinformationsportal betrieben.

### Projekt „The Day After“
Im Rahmen des Projekts „The Day After“ hat die SWP zusammen mit dem United States Institute of Peace (USIP) syrischen Intellektuellen und Vertretern unterschiedlicher politischer Strömungen aus Syrien die Möglichkeit gegeben, ihre Vorstellungen zur politischen, verfassungsrechtlichen und wirtschaftlichen Entwicklung Syriens nach einer denkbaren Ablösung der Regierung Baschar al-Assads miteinander zu diskutieren. 2011/12 waren viele Regierungen und Beobachter überzeugt, dass der Aufstand in Syrien, ähnlich wie in Ägypten und Tunesien, zu einem Sturz des Präsidenten führen könne. Die Ergebnisse dieses Projekts wurden der weiteren syrischen und internationalen Öffentlichkeit mit dem Bericht „The Day After. Supporting a Democratic Transition in Syria“ transparent gemacht. Mit Ideen, Planungen oder Vorbereitungen für einen Umsturz oder Regimewechsel hat das Projekt sich nicht beschäftigt. Im Nachgang des Projekts gründeten einige Syrerinnen und Syrer eine NGO mit dem Namen „The Day After“, um die Ergebnisse unter Syrern publik zu machen und zu diskutieren und durch Projekte im Bereich der Übergangsjustiz, der Sicherung von Dokumenten und des Schutzes des nationalen Erbes einen Beitrag zu einer Nachkriegsordnung zu leisten.

### Projekt „Neue Macht – Neue Verantwortung“
Ein zwischen November 2012 und September 2013 gemeinsam mit dem German Marshall Fund erarbeitetes Papier mit dem Titel „Neue Macht – Neue Verantwortung“ fordert von Deutschland die Übernahme von mehr Verantwortung im Umgang mit „Störern der internationalen Ordnung“. Es plädiert für eine stärkere sicherheitspolitische Handlungsbereitschaft Deutschlands und der EU. Unter anderem heißt es dort: „Europa und Deutschland müssen daher Formate für NATO-Operationen entwickeln, bei denen sie weniger auf US-Hilfe angewiesen sind. Das verlangt mehr militärischen Einsatz und mehr politische Führung. Vor allem muss Europa mehr Sicherheitsvorsorge in der eigenen Nachbarschaft betreiben; das ist Europas ureigene Verantwortung. Deutschland muss dazu einen seinem Gewicht angemessenen Beitrag leisten.“ Das Papier fand viel Beachtung und soll erheblichen Einfluss auf prominente Mitglieder der Bundesregierung ausgeübt haben, während es von Vertretern der Friedensbewegung heftig kritisiert wurde. Zuletzt hat Volker Perthes bei der Vorstellung des neuen „Weißbuches“ durch Bundesverteidigungsministerin Ursula von der Leyen betont, Deutschland sei „eine verantwortliche mittlere Macht, die mit anderen zusammen die europäische und globale Ordnung wahren und vermitteln“ müsse.

## SWP und WikiLeaks
Im November 2010 und Januar 2011 veröffentlichte WikiLeaks Memos von Mitarbeitern der US-Botschaft in Berlin zu zwei Veranstaltungen, an denen SWP-Direktor Volker Perthes im Dezember 2009 und im Januar 2010 teilgenommen hatte. Es ging dort unter anderem um die transatlantischen Meinungsverschiedenheiten über den Umgang mit Iran. In der Veranstaltung im Januar 2010 hatte Perthes die Frage aufgeworfen, ob in den USA auch über andere als kriegerische oder militärische Mittel nachgedacht würde, um einen möglichen nuklearen „Ausbruch“ Irans zu verhindern. Diese Frage beruhte auf der Vermutung, dass es solche Programme (Cyberangriffe oder andere Formen der Sabotage, die Teile des Programms außer Kraft setzen könnten, ohne einen Krieg zu beginnen oder zu provozieren) schon gebe. Dieser Vermutung hatte Perthes auch in einem Artikel auf Open Democracy aus dem Januar 2010 Ausdruck verliehen. Dass sie zutreffend war, zeigte sich spätestens, als Berichte über Stuxnet öffentlich wurden, aus denen hervorgeht, dass der Stuxnet-Angriff mindestens ein halbes Jahr vor dem Gespräch in der US-Botschaft im Januar 2010 begonnen haben musste.
In einem Gespräch mit dem Guardian zu der Veranstaltung in der US-Botschaft im Januar 2010 äußerte Perthes, dass er dort dargelegt habe, dass „unerklärte Vorfälle“ oder „Computerabstürze“ besser seien als Militärschläge und dass Militärschläge oder eine militärische Eskalation mit Iran auf jeden Fall vermieden werden müssten.

## Russischer Überfall auf die Ukraine
Seit dem russischen Überfall auf die Ukraine am 24. Februar 2022 bietet die Stiftung ein Dossier zum Thema „Russlands Krieg gegen die Ukraine und seine Folgen“ auf ihrer Website an; also eine Zusammenstellung von Publikationen ihrer Wissenschaftler zu diesem Thema. Die im Dossier genannten SWP-Wissenschaftler sind auch Ansprech- und Interviewpartner für die Medien.